# Michael Kelly (journaliste)
Pour les articles homonymes, voir Michael Kelly.
Michael Kelly est un journaliste, auteur, chroniqueur et éditeur américain né le 17 mars 1957 à Washington, D.C. et décédé le 4 avril 2003 vers Bagdad en Irak. Il a travaillé en tant que journaliste pour The New York Times, en tant que chroniqueur pour The Washington Post et The New Yorker et en tant qu'éditeur pour The New Republic, National Journal et The Atlantic.
Il acquiert sa notoriété en couvrant la Guerre du Golfe entre 1990 et 1991, notamment pour ses commentaires politiques. Il est tué en 2003 alors qu'il couvrait l'invasion de l'Irak, devenant le premier journaliste américain à décéder pendant cette guerre.